# Void-Vacon
Void-Vacon är en kommun i departementet Meuse i regionen Grand Est (tidigare regionen Lorraine) i nordöstra Frankrike. Kommunen ligger i kantonen Void-Vacon som tillhör arrondissementet Commercy. År 2022 hade Void-Vacon 1 606 invånare.
Kommunen består av två byar, Void och Vacon, som ligger cirka 2,5 km från varandra. Rådhuset ligger i Void.

## Befolkningsutveckling
Antalet invånare i kommunen Void-Vacon
| Referens: INSEE |